# Calciatori della nazionale anguillana
In questa lista sono raccolti i calciatori che hanno rappresentato in almeno una partita la Nazionale anguillana. In grassetto i calciatori ancora in attività.
| Nome                      | Presenze | Reti | Esordio | Ultima partita |
| ------------------------- | -------- | ---- | ------- | -------------- |
| Jaiden Abbott             | 7        | 0    | 2004    |                |
| Glenville Allen           | 2        | 0    | 2008    | 2008           |
| Daniel Anderson           | ?        | ?    | 2000    | 2000           |
| Simon Anthony             | 2        | 0    | 2008    | 2008           |
| Kapil Assent              | 3        | 1    | 2006    | 2006           |
| Damian Bailey             | 7        | 0    | 2010    | 2010           |
| Kapil Battice             | 2        | 1    | 2008    | 2008           |
| Iston Benjamin            | 2        | 0    | 2004    |                |
| Walwyn Benjamin           | 11       | 0    | 2004    | 2010           |
| Javille Brooks            | 5        | 2    | 2010    | 2011           |
| Emmerson Brooks-Meade     | 2        | 0    | 2008    | 2008           |
| Ikenya Browne             | 3        | 0    | 2011    |                |
| Grege Clarke              | 3        | 0    | 2006    | 2006           |
| Brian Connor              | 2        | 0    | 2008    | 2008           |
| Girdon Connor             | 17       | 1    | 2000    |                |
| Lester Connor             | 3        | 0    | 2004    |                |
| Mark Connor               | ?        | ?    | 2000    | 2000           |
| Marvin Connor             | 2+       | 0+   | 2000    | 2004           |
| Nigel Connor              | 4        | 0    | 2004    |                |
| Godwin Davy               | 2        | -?   | 2008    | 2008           |
| Ian Edwards               | 5+       | 0+   | 1995    |                |
| Desroy Findlay            | 2        | 0    | 2011    | 2011           |
| Lucian Flemming           | 5+       | -?   | 2000    | 2008           |
| Denville Francis          | 2        | 0    | 2008    |                |
| André Griffith            | 6+       | 0+   | 2000    |                |
| Carl Gumbs                | 1        | 0    | 2012    |                |
| Jermaine Gumbs            | 2        | 0    | 2008    |                |
| Romell Gumbs              | 2        | 0    | 2008    |                |
| Roy Gumbs                 | 1        | 0    | 2008    | 2008           |
| Tré Gumbs                 | 2        | 0    | 2016    |                |
| Cleo Hamm                 | 2        | 0    | 2008    | 2008           |
| Kevin Hawley              | 16       | 0    | 2000    |                |
| Jermain Hodge             | 5        | 0    | 2004    |                |
| Glenford Hughes           | 1        | 0    | 2011    | 2011           |
| Leon Jeffers              | 18       | 0    | 2004    |                |
| Colin Johnson             | 1        | 0    | 2008    |                |
| Romare Kelsick            | 8        | 0    | 2006    | 2010           |
| Kieran Kentish            | 3        | 0    | 2004    | 2011           |
| Kyle Kentish              | 5        | 0    | 2006    |                |
| Shomari Kentish           | 5        | 0    | 2004    |                |
| Carlos Lake               | ?        | ?    | 2000    |                |
| Kelvin Liddie             | 13       | -?   | 2006    |                |
| Richard O'Connor          | 3+       | 2+   | 2000    | 2006           |
| Rob Paris                 | 2        | 0    | 2008    | 2008           |
| Joseph Pemberton          | 2        | 0    | 2006    | 2006           |
| Adonijah Richardson       | 12       | 1    | 2006    |                |
| Gracen Richardson         | 2        | 0    | 2010    |                |
| Keanu Richardson          | 2        | 0    | 2016    |                |
| Khaloni Richardson        | 7        | 0    | 2010    |                |
| Theon Richardson          | 1        | -?   | 2016    |                |
| Terrence Rogers           | 9+       | 2+   | 2000    |                |
| Rocarlo Smith             | 1        | 0    | 2004    | 2004           |
| Gaekward St.Hillare       | 5        | 1    | 2006    | 2008           |
| Kenny Williams            | 6        | 0    | 2011    |                |
| James Williams-Richardson | 2        | 0    | 2008    | 2008           |